# Hipno
Hipno (grč. Ὕπνος, Hipnos) u grčkoj mitologiji personifikacija je sna. Njegov je brat blizanac Tanatos (Smrt), a majka Nikta (Noć). Kao otac mu je naveden Ereb, Niktin brat. Hipnov pandan u rimskoj mitologiji jest Somnus.

## Etimologija
Hipnovo grčko ime znači "san".

## Karakteristike
Hipno je prikazivan kao lijep i gol mladić, katkad bradat, i s krilima na glavi. Često se prikazuje kao čovjek koji je zaspao na pernatom krevetu okruženom crnim zavjesama. Morfej se pak brine da ga buka ne probudi.
U Sparti je njegov lik postavljan u blizini Tanatosa.

## Mitologija

### Život
Hipnova je palača tamna pećina u kojoj Sunce nikad ne sjaji. Na ulazu su makovi i ostale hipnogoške biljke. Prema drugim izvorima živio je u pećini ispod grčkog otoka, a kroz pećinu tekla je Leta, rijeka zaborava.
Njegovi su potomci stvari koje se javljaju u snovima - Oniri - a u kraljevskim se snovima pojavljuju Morfej, Fobetor i Fantas.

### Endimion
Endimiona je Zeus osudio na vječni san, a Hipno mu je dao moć da spava otvorenih očiju, tako da stalno može gledati svoju voljenu Selenu. Prema pjesniku Likimniju, Hipno se zaljubio u mladog pastira Endimiona te mu dao taj dar da bi mogao uživati u njegovoj ljepoti.

## Vanjske poveznice
- Hipno u klasičnoj literaturi i umjetnosti
- Hipno u grčkoj mitologiji